# District de Ballia
Le district de Ballia (en hindi : बलिया ज़िला, en ourdou : بالیا ضلع) est un district de la division d'Azamgarh dans l'État de l'Uttar Pradesh en Inde.

## Description
Son centre administratif est la ville de Ballia. 
La superficie est de 2 981 km2 et la population était en 2011 de 3 239 774 habitants.